# Dinam

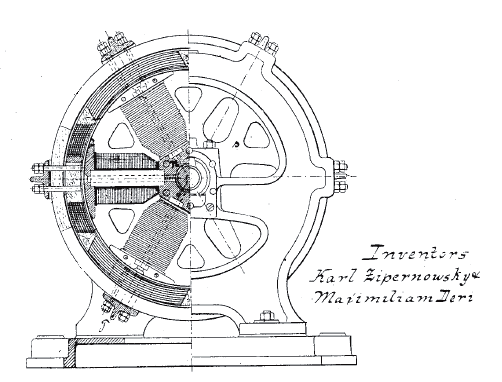
Secțiunea interioară laterală a unui dinam

Un dinam este un generator electric care creează curent continuu folosind un colector comutator. Dinamurile au fost primele generatoare electrice capabile să producă electricitate pentru industrie, și fundamentul pe care s-au bazat multe alte dispozitive ulterioare de conversie a puterii electrice, inclusiv motorul electric, alternatorul de curent alternativ și convertorul rotativ.
Astăzi, alternatorul mai simplu domină generarea de energie pe scară largă, din motive de eficiență, fiabilitate și costuri. Un dinam are dezavantajele unui comutator mecanic. De asemenea, transformarea curentului alternativ în curent continuu utilizând redresoare (cum ar fi tuburile de vid sau mai recent prin intermediul tehnologiei în stare solidă) este eficientă și, de obicei, economică.

## Vezi și
- Alternator